# Яве Каар
Яве Каар (фр. Yavé Cahard, 26 грудня 1957) — французький велогонщик.
Срібний призер Олімпійських Ігор 1980 року в спринті.
Срібний призер Чемпіонату світу з трекових велоперегонів 1983 року в спринті, бронзовий призер 1982 (спринт), 1984 (спринт) років.